# Аржанова, Галина Александровна

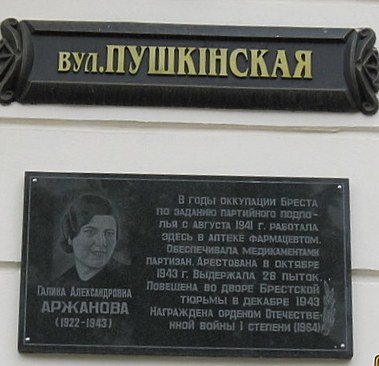
Брест. Мемориальная доска Галине Александровне Аржановой (1922—1943) — подпольщице, связной партизанских отрядов

Галина Александровна Аржанова (5 апреля 1922, с. Ивановское Волоколамского района Московской области — 1943, Брест) — советская подпольщица, связная партизанских отрядов, руководитель подпольной комсомольской группы, с мая 1942 года — член бюро подпольной брестской городской комсомольской организации.

## Биография
После учёбы в сельской семилетке поступила в Московскую фармацевтическую школу. После её окончания с отличием, в 1940 году была направлена на работу фармацевтом в Брест.
С первых дней Великой Отечественной войны включилась в борьбу против немецко-фашистских захватчиков. Установила связь с брестскими подпольщиками. Разносила листовки, следила за передвижением вражеских воинских частей. В 1942 году по заданию Брестского подпольного комитета партии Галина Аржанова возвратилась на работу в аптеку, одновременно оставаясь связной отряда им. Чернака Брестского партизанского соединения.
Обеспечивала партизан медикаментами и медицинскими инструментами, участвовала в организации побегов военнопленных из лагерей, переправляла их к партизанам, устраивала конспиративные встречи партизанских связных с подпольщиками города.
В октябре 1943 года была схвачена оккупантами после доноса Гертруды Вагнер, сдавшей гитлеровцам значительную часть брестского подполья. Аржанова была доставлена в гестапо. В тюрьме её пытали, допрашивали о подпольщиках и партизанах, куда и кому передавала медикаменты. Не раз проводили очную ставку с подсаженной в тюрьму предательницей Гертрудой Вагнер. Эта «заключённая» опознала многих арестованных подпольщиков. И Галю она «отрекомендовала» как подпольщицу, связную партизанского отряда, собирающуюся тоже уйти в партизаны.
Сведения об Аржановой подпольщикам передавала цыганка Люба, которую из тюрьмы вместе с другими женщинами-заключёнными водили в город на дезинфекцию мест общего пользования. Гале удалось передать подпольщикам четыре записки. В одной из них она писала: «Допрос ведёт высокий гестаповец. Требует признаний, как связалась с партизанами. Не бойтесь, умру, но никого не выдам. Тайну унесу в могилу. Прощай, Родина! Прощайте, советские люди! Мстите за нас фашистам!»
Аржанова стойко выдержала 28 жестоких пыток.
Гитлеровцы повесили Галину Аржанову во дворе Брестской тюрьмы в конце 1943 года.
Г. Аржанова награждена орденом Отечественной войны I степени в 1968 (посмертно).

## Память
- Именем Галины Аржановой названа одна из улиц Бреста.
- В память о подпольщице в Бресте установлена мемориальная таблица.
- На городской аллее «Их именами названы улицы Бреста» среди портретов героев установлен барельеф Г. Аржановой.